# Benas Petreikis
Benas Petreikis (* 9. Februar 1992 in Klaipėda) ist ein litauischer Handballspieler.

## Leben
Petreikis wuchs in der litauischen Hafenstadt Klaipėda auf. Nach dem Abitur 2011 am Gymnasium absolvierte er von 2011 bis 2015 das Bachelorstudium des Managements an der Fakultät für Sozialwissenschaften der Universität Klaipėda.

## Familie
Seine Eltern spielten auch Handball. Sein Bruder Edgaras spielte im Club Dragūnas Žemaitija.
Petreikis ist verheiratet und hat zwei Söhne Zwillinge.

## Karriere
Er begann im Alter von 7–8 Jahren Handball zu spielen. Seine erste Trainerin war Auksuolė Stropienė.
Petreikis machte seine ersten internationalen Erfahrungen mit Dragūnas Klaipėda 2008/09 im EHF Challenge Cup. In den nächsten zwei Spielzeiten nahm der 1,88 Meter große Rückraumspieler mit derselben Mannschaft am Europapokal der Pokalsieger teil. 2012/13 konnte er erneut am Challenge Cup und 2013/14 sogar am EHF-Cup teilnehmen. Zu Saisonbeginn 2014/15 unterschrieb der Litauer bei Union Leoben und spielt damit in der Handball Liga Austria. Für die Saison 2017/18 wurde Petreikis vom EHV Aue verpflichtet. Seit der Saison 2020/21 steht er beim TuS N-Lübbecke unter Vertrag. Mit TuS N-Lübbecke stieg er 2021 in die Bundesliga auf. Am Saisonende 2021/22 stieg er mit dem TuS direkt wieder ab. Zur Saison 2025/26 wird er zum Regionalligisten LiT 1912 wechseln.

## HLA-Bilanz
| Saison    | Verein       | Spielklasse | Tore | 7-Meter      | Feldtore |
| --------- | ------------ | ----------- | ---- | ------------ | -------- |
| 2014/15   | Union Leoben | HLA         | 144  | 6/9          | 138      |
| 2015/16   | Union Leoben | HLA         | 155  | 14/24        | 141      |
| 2016/17   | Union Leoben | HLA         | 81   | 6/7          | 75       |
| 2014–2017 | gesamt       | HLA         | 380  | 26/40 (61 %) | 354      |